# 로어노크 레일 야드 도그스
| 로어노크 레일 야드 도그스 |                                                                       |
| 설립연도                  | 2009년                                                                |
| 해체연도                  |                                                                       |
| 역사                      | 미시시피 서지 (2009년~2014년) 로어노크 레일 야드 도그스 (2016년~현재) |
| 경기장                    | 버글런드 센터                                                         |
| 연고지                    | 버지니아주 로어노크                                                   |
| 상징색                    | 파랑, 금, 빨강, 하양                                                  |
| 구단주                    | 밥 매긴                                                               |
| 단장                      |                                                                       |
| 감독                      |                                                                       |
| 정규시즌 우승             |                                                                       |
| 플레이오프 우승           | 1 (2011)                                                              |
| 영구 결번                 |                                                                       |

로어노크 레일 야드 도그스(Roanoke Rail Yard Dawgs)는 미국 버지니아주 로어노크를 연고지로 하는 SPHL 소속 아이스 하키팀이다.

## 역대 홈경기장
| 경기장                    | 사용기간    | 수용인원 | 장소                | 비고 |
| ------------------------- | ----------- | -------- | ------------------- | ---- |
| 로어노크 레일 야드 도그스 |             |          |                     |      |
| 버글런드 센터             | 2016년~현재 | 8,642명  | 버지니아주 로어노크 | 빈칸 |